# Marzahn-Hellersdorf
Marzahn-Hellersdorf är ett stadsdelsområde (Bezirk) i östra Berlin. Stadsdelsområdet bildades 2001 genom sammanslagning av de tidigare stadsdelsområdena Marzahn och Hellersdorf. Angränsande områden är stadsdelsområdena Lichtenberg (i norr och väster) och Treptow-Köpenick (i söder) samt förbundslandet Brandenburg i öster.

## Historia
Stadsdelsområdet utgörs av fem mindre stadsdelar: Biesdorf, Kaulsdorf, Hellersdorf, Mahlsdorf och Marzahn. Alla dessa stadsdelar låg fram till 1920 i Brandenburg, som fristående från Berlin, och inkorporerades sedan vid denna tidpunkt i Berlin. De tillhörde fram till 1979 stadsdelsområdet Lichtenberg. Då bröts dock dessa stadsdelar ut ur Lichtenberg och bildade istället ett nytt stadsdelsområde med namnet Marzahn. I början av det östtyska miljonprogrammet byggdes nya hus huvudsakligen i Marzahn. Senare påbörjades en större byggverksamhet även i Hellersdorf och då antalet invånare ökade delades distriktet upp 1986. Stadsdelarna Hellersdorf, Kaulsdorf och Mahlsdorf bildade, fram till stadsdelsområdets återförening, stadsdelsområdet Hellersdorf.

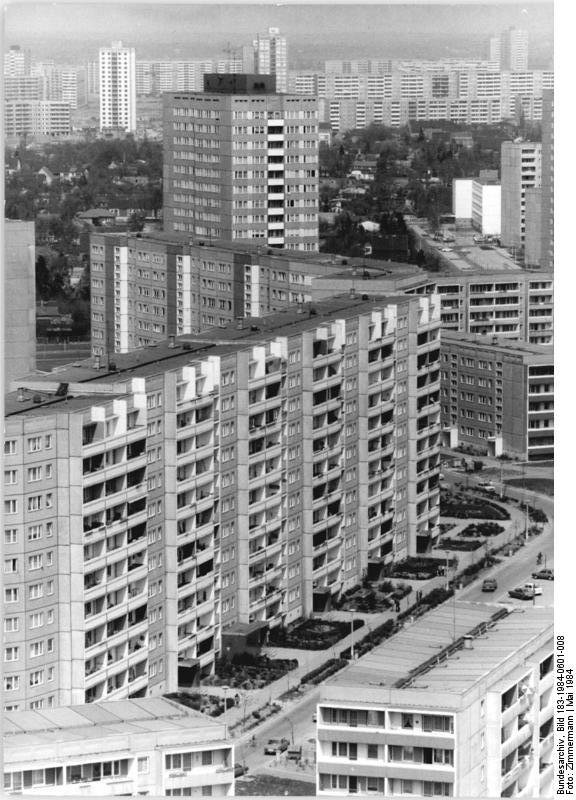
Typisk bebyggelse i stadsdelen Mahrzahn, 1984.
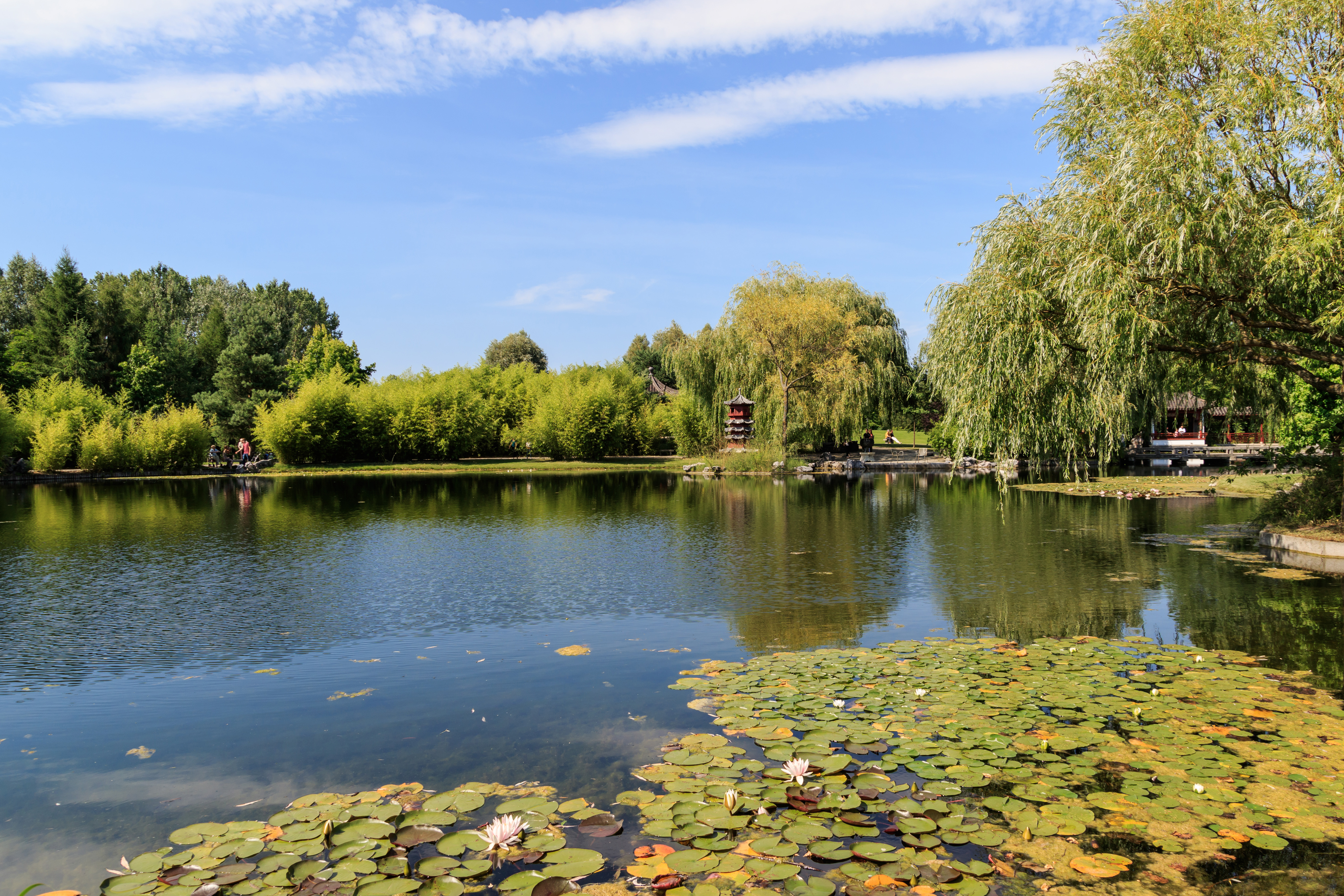
Erholungspark Mahrzahn är en anläggning med trädgårdar från olika världsdelar.
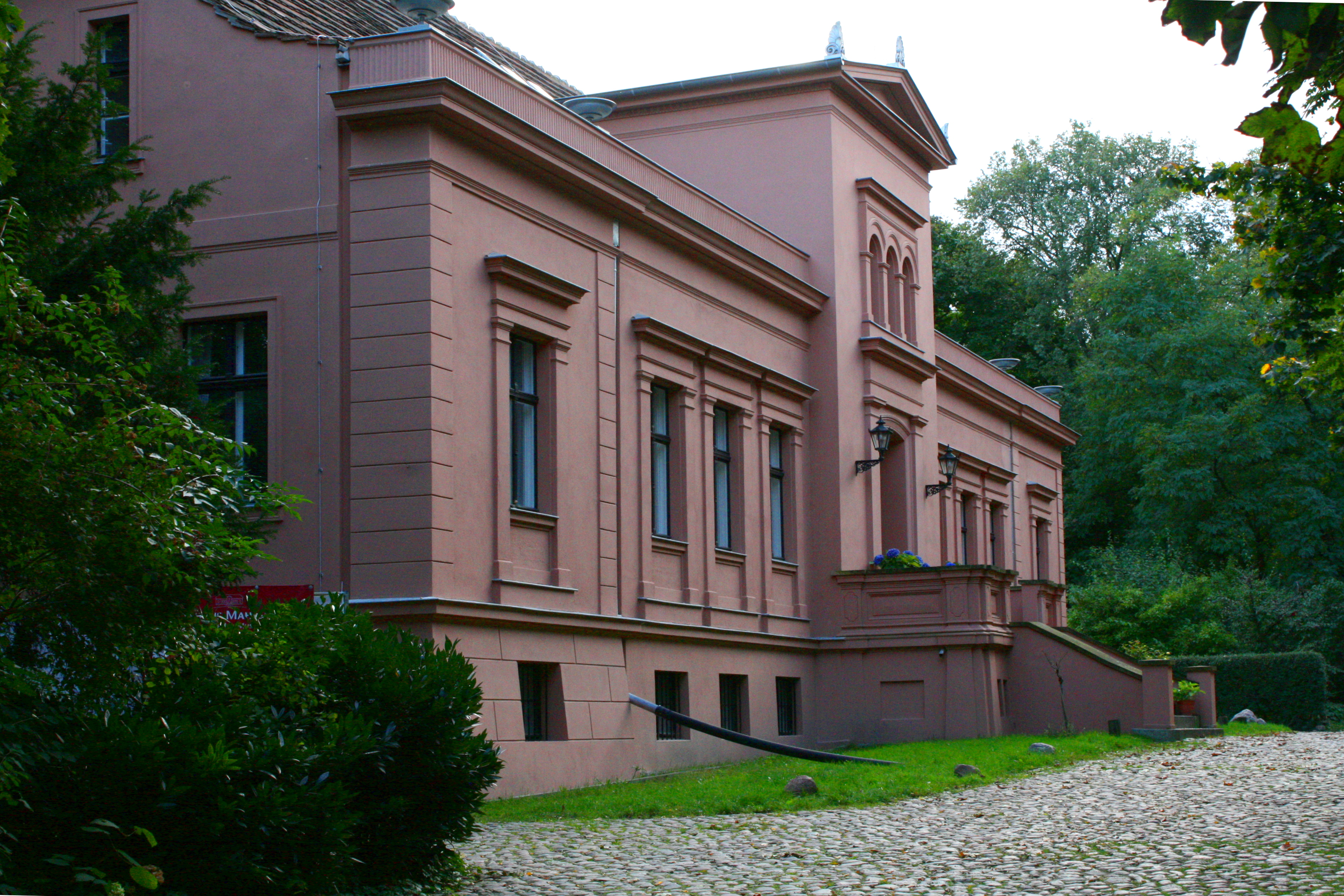
Charlotte von Mahlsdorfs museum ligger i stadsdelen Mahlsdorf.

## Politik
Efter Tysklands återförening var länge Die Linke/PDS det dominerande partiet i stadsdelsområdet med tidvis över 50 procent av rösterna. Vid valet 2011 minskade röstandelen för Die Linke till 31,2 procent.
 Partiet är fortfarande störst i stadsdelen, men har 2016 bara ett mandat mer än högerpopulistiska AfD.

Mandatfördelning i stadsdelsområdets fullmäktige 2016

Partier i stadsdelsparlamentet:
- Die Linke, 16 ledamöter
- AfD 15
- SPD, 11
- CDU, 11
- Grüne, 2